# Shigeki Tanaka
Shigeki Tanaka (田中 茂樹?, Tanaka Shigeki; Hiroshima, 7 aprile 1931 – 4 ottobre 2022) è stato un maratoneta giapponese.
Assieme ai connazionali Keizō Yamada e Hideo Hamamura, fu tra i pionieri della maratona nel proprio paese. Con il suo trionfo alla Maratona di Boston nel 1951 divenne il primo atleta giapponese a vincere tale competizione, in un periodo in cui gli sportivi nipponici erano malvisti in Occidente per via degli eventi della seconda guerra mondiale.

## Biografia
Tanaka era appena quattordicenne e viveva a circa 30 km di distanza da Hiroshima quando la città fu colpita dalla bomba atomica. Riguardo al bombardamento atomico egli disse: 
Ebbe le prime esperienze di corsa già da ragazzino, percorrendo regolarmente 20 km di strada dalla cittadina Shōbara allo stadio municipale di Saijō.

### La Maratona di Boston
Dopo la seconda guerra mondiale tutti gli atleti giapponesi furono esclusi dai Giochi olimpici di Londra 1948 e da qualsiasi altra competizione internazionale. La Maratona di Boston del 1951 fu la prima competizione di atletica leggera del dopoguerra a permettere l'inclusione di partecipanti giapponesi. Tanaka fu uno dei quattro atleti nipponici (gli altri erano Shunji Koyunagi, Yoshitaka Uchikawa e Hiromi Haigo) invitati da Will Cloney, membro della Boston Athletic Association. All'epoca il ventenne di Hiroshima era studente al primo anno dell'Università Nihon e pesava 53 chili. Prima di arrivare a Boston i partecipanti visitarono le Hawaii, San Francisco e New York. Durante ogni sosta i partecipanti girarono anche per i cinema locali, ma alcune persone del posto, infastidite dalla presenza dei giapponesi, iniziarono ad accartocciare banconote per poi lanciarle ai corridori nipponici. Tanaka ricordò più tardi tale episodio di discriminazione, sottolineando quanto fosse strano "ricevere soldi in quel modo, quasi come se fosse un mendicante, e comprare dello zucchero da riportare in Giappone."
Per i quattro nipponici fu allestita una cerimonia di benvenuto, preparata da uomini del Charlestown Naval Shipyard. Poiché Tanaka era di Hiroshima, il Boston Globe lo soprannominò "ragazzo atomico", nomignolo assai poco gradito dal giovane. Malgrado alcuni episodi di razzismo, l'accoglienza nei confronti dei maratoneti giapponesi fu calorosa, sia da parte del pubblico statunitense che di quello straniero.
La Maratona di Boston riservò per lui un'enorme soddisfazione: a circa 6 km dalla fine, Tanaka prese il comando della corsa all'Heartbreak Hill, mantenendo il primo posto sino all'arrivo. Con il suo trionfo divenne il primo vincitore giapponese nella storia della competizione. Terminò l'evento con una prestazione di 2h27'45", terzo tempo migliore di sempre sino a quel momento. Diversi esperti di settore lo vedevano in grado di battere il record del sudcoreano Suh Yun-bok (2h25'39" nel 1947), ma Tanaka dichiarò di aver moderato le proprie energie per poter finire la gara in tranquillità. Una volta tagliato il traguardo affermò, con l'aiuto di un interprete, di aver partecipato "solamente per vincere e non per battere il primato mondiale". Anche gli altri tre giapponesi fecero bene: Koyunagi terminò 5º, Uchikawa 8º e Haigo 9º.
Tanaka vinse la gara indossando scarpe da corsa della Onitsuka ispirate ai tabi, ovvero con l'alluce separato dalle altre dita del piede, poiché secondo lui gli avrebbero dato una migliore trazione.
In Giappone, l'inaspettata vittoria di Tanaka trasmise interesse nei confronti della Maratona di Boston e passione nella corsa su lunga distanza. Contribuì anche a donare motivazioni importanti, nonché a infondere dignità e onore al paese dopo la seconda guerra mondiale. Il successo dell'atleta di Hiroshima diede inizio a profonde relazioni sportive fra Giappone e Boston, e a numerose altre vittorie da parte di maratoneti nipponici.

## Altre competizioni internazionali
1951
- Oro alla Maratona di Boston - 2h27'45"